# 2018년 두산 베어스 시즌
2018년 두산 베어스 시즌은 두산 베어스가 KBO 리그에 참가한 20번째 시즌이며, OB 베어스 시절까지 합하면 37번째 시즌이다. 김태형 감독이 팀을 이끈 4번째 시즌이며, 오재원이 주장을 맡았다.(정규시즌 93승 51패) 팀은 정규시즌 2위 SK 와이번스를 14.5경기 차로 크게 따돌리고 10팀 중 정규시즌 1위에 오르며 4년 연속으로 포스트시즌에 진출했다. 그러나 셋업맨 김강률 4번타자 김재환의 부상으로 인한 전력 손실 뿐 아니라 김태형 감독이 엔트리에 있는 선수들을 제대로 활용하지 못한 탓인지 한국시리즈에서 SK 와이번스에게 2승 4패로 져 최종 순위는 2위로 2년 연속 통합 준우승에 만족해야 했다.

## 코치
- 공필성, 이강철, 조인성, 조성환, 김태균, 권명철, 박철우, 고토

## 타이틀
- 자카르타·팔렘방 아시안 게임 금메달: 이강철(코치), 이용찬, 양의지, 김재환, 함덕주, 박치국
- U-23 야구 월드컵 국가대표: 김호준, 박유연, 김민혁, 황경태
- KBO MVP: 김재환
- KBO 골든글러브: 린드블럼 (투수), 양의지 (포수), 허경민 (3루수), 김재환 (외야수)
- 최동원 상: 린드블럼
- 플레이어스 초이스 어워드 올해의 선수상: 이영하
- 플레이어스 초이스 어워드 올해의 타자상: 김재환
- 일구상 최고타자상: 김재환
- 조아제약 프로야구대상 대상: 양의지
- 조아제약 프로야구대상 조아바이톤상: 허경민
- 조아제약 프로야구대상 기량발전상: 최주환
- 매직글러브: 양의지
- ADT캡스플레이어 대상: 허경민
- ADT캡스 수비상: 양의지 (포수), 오재일 (1루수), 허경민 (3루수)
- 스포츠서울 올해의 선수상: 김재환
- 스포츠서울 올해의 투수상: 린드블럼
- 한은회 최고의 선수상: 김재환
- 동아스포츠대상 프로야구 올해의 선수: 김재환
- 스포츠동아 선정 20세기 베스트 10: 심정수 (외야수)
- 스포츠동아 선정 21세기 베스트 10: 양의지 (포수), 김동주 (3루수), 김재환 (외야수)
- 컴투스 프로야구 포인트 베스트 라인업: 양의지 (포수), 김재환 (좌익수)
- 웰컴톱랭킹 6월 타자 1위: 김재환
- 웰컴톱랭킹 7월 투수 1위: 린드블럼
- 웰컴톱랭킹 투수 MVP: 린드블럼
- 웰컴톱랭킹 타자 MVP: 김재환
- 포브스 구단가치 평가 1위: 두산 베어스 (1932억)
- 올스타 선발: 린드블럼 (선발투수), 박치국 (구원투수), 함덕주 (마무리투수), 양의지 (포수), 오재원 (2루수), 김재호 (유격수), 박건우 (외야수 2위), 김재환 (외야수 3위), 최주환 (지명타자)
- 올스타전 추천선수: 후랭코프
- 올스타전 퍼펙트피처 우승: 양의지
- 컴투스프로야구 두산 베어스 베스트 라인업: 양의지 (포수), 김재호 (유격수)
- 컴투스프로야구2022 타이틀홀더 라인업: 양의지 (포수)
- 컴투스프로야구 내일은 MVP 라인업: 김재환 (좌익수)
- WAR: 린드블럼 (7.46)
- 타격 WAR: 김재환 (7.09)
- 수비 WAR: 류지혁 (0.90)
- 홈런: 김재환 (44)
- 루타: 김재환 (346)
- 타점: 김재환 (133)
- 희생플라이: 오재일, 최주환 (10)
- 승률: 후랭코프 (0.857)
- 다승: 후랭코프 (18)
- 선발승: 후랭코프 (18)
- 평균자책점: 린드블럼 (2.88)
- 장타: 김재환 (81)
- 추정 득점: 김재환 (128.6)
- 이닝 당 출루허용률: 린드블럼 (1.07)
- 퀄리티 스타트: 린드블럼 (21)
- 피안타율: 후랭코프 (0.220)
- 터프세이브: 함덕주 (6)
- 도루 저지: 양의지 (28)

### 퓨처스리그
- 플레이어스 초이스 어워드 퓨처스리그 우수선수상: 김호준
- 퓨처스 올스타: 유재유, 김호준, 신창희, 김민혁
- 북부리그 도루: 이병휘 (28)
- 북부리그 세이브: 강동연 (17)

## 선수단
- 선발투수: 린드블럼, 이용찬, 후랭코프, 허준혁, 유희관, 장원준
- 구원투수: 박치국, 이영하, 김강률, 김승회, 김정후, 홍상삼, 이현승, 김민규, 한주성, 장민익, 박성모, 현도훈, 강동연, 변시원, 최대성, 최원준, 윤수호, 곽빈
- 마무리투수: 함덕주, 박신지, 이현호, 유재유
- 포수: 양의지, 박세혁, 장승현, 이흥련
- 1루수: 오재일, 신성현
- 2루수: 오재원, 이유찬, 양종민, 전민재
- 유격수: 김재호, 류지혁
- 3루수: 허경민, 황경태
- 좌익수: 김재환, 정진호
- 중견수: 박건우, 정수빈
- 우익수: 조수행, 이우성, 김인태, 백동훈, 국해성, 반슬라이크, 파레디스
- 지명타자: 최주환, 김민혁

## 특이 사항
- 박치국은 KBO 올스타전 사상 최초로 안타를 친 투수가 되었다.
- 이 시즌 최주환이 상대했던 투구 중 0.8%가 너클볼이었다. 이로써 최주환은 2013년 이후 규정 타석을 채운 타자 중 단일 시즌 너클볼을 가장 높은 비율로 상대한 타자가 되었다.
- KBO 역대 5번째로 한 시즌에 한 팀에서 10승 투수 5명이 나왔으나[2] (후랭코프(18승)(모두 선발)(선발승 1위)-린드블럼(15승)(모두 선발)(선발승 공동 2위)-이용찬(15승)(모두 선발)(선발승 공동 2위)-유희관(10승)(모두 선발)-이영하(10승)(8선발승)) 이영하는 2구원승 포함이라[3] 모두 10선발승 이상과 거리가 멀었다.
- 이 시즌에 두산 베어스는 93승을 달성하여 KBO 리그 사상 단일 시즌 최다승 기록을 세웠고, 팀 타율 0.309로 KBO 리그 역대 단일시즌 최고 타율 기록도 세웠으며, 시즌 5870타석 5176타수 1601안타 2518루타 898타점 944득점으로 단일 시즌 팀 최다 타석, 타수, 안타, 루타, 타점, 득점 기록도 세웠다.
- 유희관은 평균자책점 6.70에 그쳤음에도 불구하고 시즌 10승을 달성하여 KBO 리그 역대 단일 시즌 10승 투수 중 해당 시즌 가장 높은 평균자책점을 기록한 투수가 되었다.
- 김민규는 이 시즌까지 통산 이닝 당 투구 수 51구로 KBO 리그 역대 10대 투수 최다 기록을 세웠다.
- 김민규는 이 시즌까지 통산 스윙 대비 헛스윙 유도율 50%, 스트라이크 존 밖 투구 비율 88.2%로 2013년 이후 KBO 리그 10대 투수 최고 기록을 세웠다.
- 이 시즌 팀 WAR은 66.51이고, 타자 WAR은 40.08로 모두 역대 단일 시즌 최고 기록이다.
- 후랭코프는 커터 구종가치 31.4로 2013년 이후 KBO 리그 역대 단일 시즌 최고 기록을 세웠다.
- 파레디스는 이 시즌 WAR -0.81에 그쳐 KBO 리그 역대 외국인 우익수 중 단일 시즌 최저 기록, KBO 리그 역대 스위치 타자 통산 최저 기록을 세웠다.
- 박건우는 한국시리즈에서 24타수 1안타에 그쳐 타율 0.042, 장타율 0.042를 기록해 타율 0.000이 아닌 선수들 중 KBO 리그 역대 단일 포스트시즌 최저 타율, 장타율을 기록했다.
- 남경호는 이 시즌을 끝으로 은퇴하여 KBO 포스트시즌 사상 9이닝 당 최다 피홈런(18), 최고 피장타율(1.500), 최고 피OPS(2.000), 최고 WHIP(99.99)를 기록한 투수가 되었다.
- 곽빈은 이 시즌까지 통산 홈스틸 저지 1회를 기록하여 2013년 이후 KBO 리그 역대 10대 투수 최다 기록을 세웠다.